# Роґуж (Нідзицький повіт)
Роґуж (пол. Rogóż, нім. Roggenhausen) — село в Польщі, у гміні Козлово Нідзицького повіту Вармінсько-Мазурського воєводства.
Населення — 130 осіб (2011).

## Демографія
Демографічна структура станом на 31 березня 2011 року:
|          | Загалом | Допрацездатний вік | Працездатний вік | Постпрацездатний вік |
| -------- | ------- | ------------------ | ---------------- | -------------------- |
| Чоловіки | 68      | 12                 | 45               | 11                   |
| Жінки    | 62      | 17                 | 30               | 15                   |
| Разом    | 130     | 29                 | 75               | 26                   |